# Baltasar Pedrosa Clavero
Baltasar Pedrosa Clavero (Barcelona, 1961 -) és un dibuixant, il·lustrador i animador espanyol. La seva trajectòria comença el 1981, quan comença a realitzar il·lustracions i a dibuixar còmics per a Ediciones La Cúpula, i en altres diverses revistes. Segueix la seva carrera professional com a ajudant d'animació i rodatge en Studio Andreu, realitzant publicitat i el pilot El pequeño capitán. Més tard s'incorpora en Equip Produccions com a animador de publicitat, i en Mofli el último Koala, sèrie d'animació per a televisió. A continuació col·labora com a animador dels llargmetratges d'animació Peraustrinia 2004 i Despertaferro, on també realitza storyboards.
Per a les productores Alfonso Productions, Equipo Producciones, Delta Group i BRB Internacional realitza diversos espots publicitaris d'animació i capçaleres de televisió, així com exerceix diverses comeses en les sèries d'animació per a TV Dukula, D'Artacan i els tres gossos mosqueters, El Regreso de D'Artacan i Las 1001 Américas.
Entre 1990 i 1994 treballa com a director d'animació, animador o realitzador de stories en les sèries televisives Cobi (COOB), Víctor y Hugo, Balin, Clip y Charlie, Avenger Penguins i Detective Boogey, i als curtmetratges Muñeca Fea, Rhingold i Carmen.
Després de fer treballs de creativitat, models, stories i animació per a la sèrie d'animació Detective Boogey, El Patito Feo, The Tool Family, Billy the Cat, Fantom Cat i projectes varis, a partir de 1995, s'incorpora a Cromosoma com a supervisor d'animació del llargmetratge La Fletxa Blava. En la mateixa productora és el realitzador de sèries com Els Magilletres, Les Tres Bessones, La Bruixa Avorrida, El Planeta de Poc Poc, Miniman, i Juanito Jones.
El primer llargmetratge com a director de Baltasar Pedrosa, Gisaku (2005) és una proposta insòlita i pionera al cinema d'animació espanyol, perquè es tracta del primer llargmetratge d'estil anime realitzat íntegrament a Europa i va estar nominat al Goya a la millor pel·lícula d'animació.